# کامن (ناحیه دیتشین)
کامن (به چکی: Kámen) یک منطقهٔ مسکونی در جمهوری چک است که در ناحیه دیتشین واقع شده‌است. کامن ۱٫۷۸ کیلومتر مربع مساحت و ۱۵۹ نفر جمعیت دارد.